# Pioderma gangrenoso
Pioderma gangrenoso (do grego Pyoderma Gangrenosum, gangrena purulenta cutânea) é uma doença de pele rara, crônica e muitas vezes recorrente, associada a doenças crônicas na maioria dos pacientes. É caracterizada por lesões cutâneas ulceradas e dolorosas, de evolução rapidamente progressiva, vermelhas e salpicadas.

## Causas
A etiologia é incerta, mas na maioria (50 a 70%) das vezes está associada com uma doença inflamatória intestinal (colite ulcerativa ou doença de Crohn), neoplasia maligna, artrite ou doenças do sangue como leucemia. Acredita-se que decorre de um mal funcionamento da quimiotaxia de neutrófilos, alterando mediadores celulares como  IL-8, IL-1β, IL-6, interferon γ, G-CSF, TNF, MMP)-9, MMP-10 e/ou Elafin.
A pioderma gangrenosa pode ser desencadeada por as lesões surgem após traumas simples, como injeções, picadas de insetos, biópsias ou incisões cirúrgicas por patergia. Provavelmente como reação de hipersensibilidade.

## Sinais e sintomas

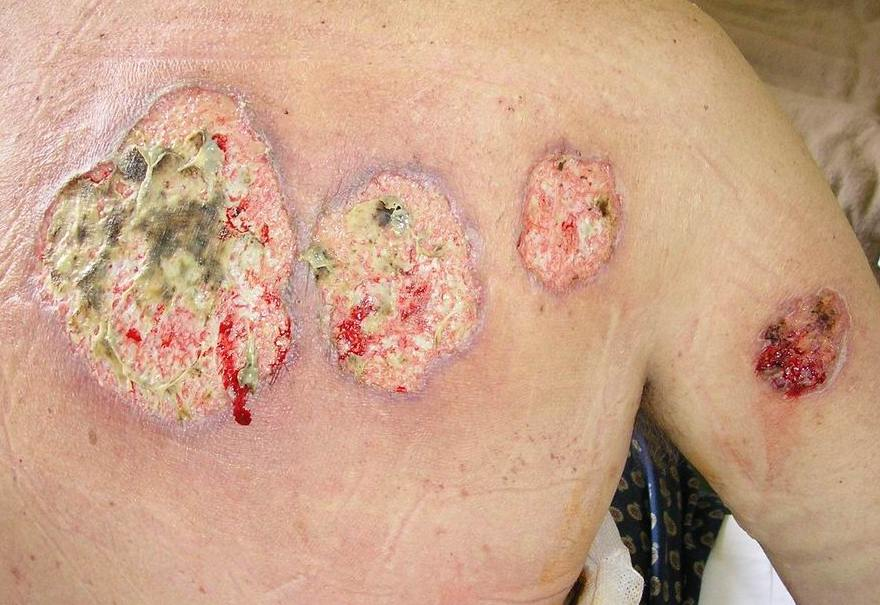
Forma atípica, nas costas e nos braços de um adulto.

A lesão inicial costuma ser o aparecimento de um nódulo profundo ou de uma pústula superficial, desencadeada por uma pequena lesão, que se rompe e forma progressivamente uma úlcera maior com necrose e bordas irregulares. Tipicamente afeta as pernas ou nádegas e pode aparecer junto com febre, dores musculares e articulares, sangramentos e ulceração. 

## Epidemiologia
Estima-se que sua incidência ocorra entre 3 a 10 casos por milhão de pessoas/ano. Pode se manifestar em qualquer idade, sendo mais comum no adulto entre 25-54 anos, raro (3-4%) em crianças e afeta mulheres com um pouco mais de frequência do que homens.

## Tratamento
A terapia para pioderma gangrenoso  tem como objetivo limitar a destruição tecidual, promover a cura da ferida e obter um bom resultado estético. Envolve o uso de anti-inflamatórios corticosteroides que também atuam como imunossupressores combinados com antibióticos e antimicóticos. Por exemplo, A aplicação tópica de clobetasol, mupirocina e gentamicina alternado com tracolimo pode ser eficaz. O prognóstico é geralmente bom, no entanto, frequentemente reaparece ou deixa cicatrizes permanentes.